# 坦维·拉达
坦维·拉达（英語：Tanvi Lad，1993年1月30日—），印度女子羽毛球運動員。

## 簡歷
2014年9月，坦维·拉达代表印度參加韓國仁川舉行的亞運會羽毛球比賽，與隊友合作贏得女子團體比賽銅牌。
2017年8月，拉达參加蘇格蘭格拉斯哥舉行的世界羽毛球錦標賽，出戰女子單打項目。她在首圈以2-1反勝英格蘭選手克洛伊·比尔切晉級，但在第二圈就以0比2（9-21、19-21）不敵次號種子、南韓的成池鉉出局。

## 主要比賽成績
只列出曾進入準決賽的國際賽事成績：
| 年份   | 賽事                 | 公開賽級別 | 項目     | 成績   |
| ------ | -------------------- | ---------- | -------- | ------ |
| 2011年 | 亞洲青年羽毛球錦標賽 | 其他       | 混合團體 | 準決賽 |
| 2011年 | 威爾斯羽毛球國際賽   | 國際系列賽 | 女子單打 | 準決賽 |
| 2013年 | 瑞士羽毛球國際賽     | 國際挑戰賽 | 女子單打 | 亞軍   |
| 2013年 | 巴林羽毛球國際挑戰賽 | 國際挑戰賽 | 女子單打 | 冠軍   |
| 2014年 | 亞洲運動會羽毛球比賽 | 其他       | 女子團體 | 銅牌   |
| 2016年 | 優霸盃               | 其他       | 女子團體 | 季軍   |
| 2017年 | 威爾斯羽毛球國際賽   | 未來系列賽 | 女子單打 | 冠軍   |
| 2019年 | 克羅地亞羽毛球國際賽 | 未來系列賽 | 女子單打 | 亞軍   |
| 2019年 | 立陶宛羽毛球國際賽   | 未來系列賽 | 女子單打 | 準決賽 |

| 2007-2017年 | 首要超級賽 | 超級賽 | 黃金大獎賽 | 大獎賽 | 國際挑戰賽 | 國際系列賽 | 未來系列賽 | 其他 |

| 2018-2026年 | 總決賽 | 超級1000賽 | 超級750賽 | 超級500賽 | 超級300賽 | 超級100賽 | 國際挑戰賽 | 國際系列賽 | 未來系列賽 | 其他 |

### 奧運會和世錦賽參賽紀錄
|          | 2017 |
| -------- | ---- |
| 女子單打 | 32強 |